# Banou Diawara
Banou Diawara (ur. 13 lutego 1992 w Bobo-Dioulasso) – burkiński piłkarz grający na pozycji napastnika.

## Kariera piłkarska
Swoją karierę piłkarską Diawara rozpoczął w klubie Jeunesse Club Bobo-Dioulasso. W 2013 roku zadebiutował w nim w drugiej lidze burkińskiej. W 2014 roku przeszedł do pierwszoligowego klubu RC Bobo-Dioulasso. Wywalczył z nim mistrzostwo kraju i został królem strzelców tamtejszej ligi.
W 2015 roku Diawara został zawodnikiem algierskiego JS Kabylie. Swój debiut w nim zaliczył 15 sierpnia 2015 w przegranym 0:1 domowym meczu z CS Constantine. W JS Kabylie spędził rok.
Latem 2016 roku Diawara przeszedł do egipskiego klubu Smouha SC, a na początku 2018 do FAR Rabat. Następnie grał w AFC Tubize (2018-2019), Sebeta City FC (2019-2020), ASEC Mimosas (2020-2021) i AS Douanes Wagadugu (2021-2022).

## Kariera reprezentacyjna
W reprezentacji Burkiny Faso zadebiutował 12 maja 2015 roku w zremisowanym 0:0 towarzyskim meczu z Kazachstanem. W 2017 roku został powołany do kadry na Puchar Narodów Afryki 2017.